# Torre do Rei Alfredo

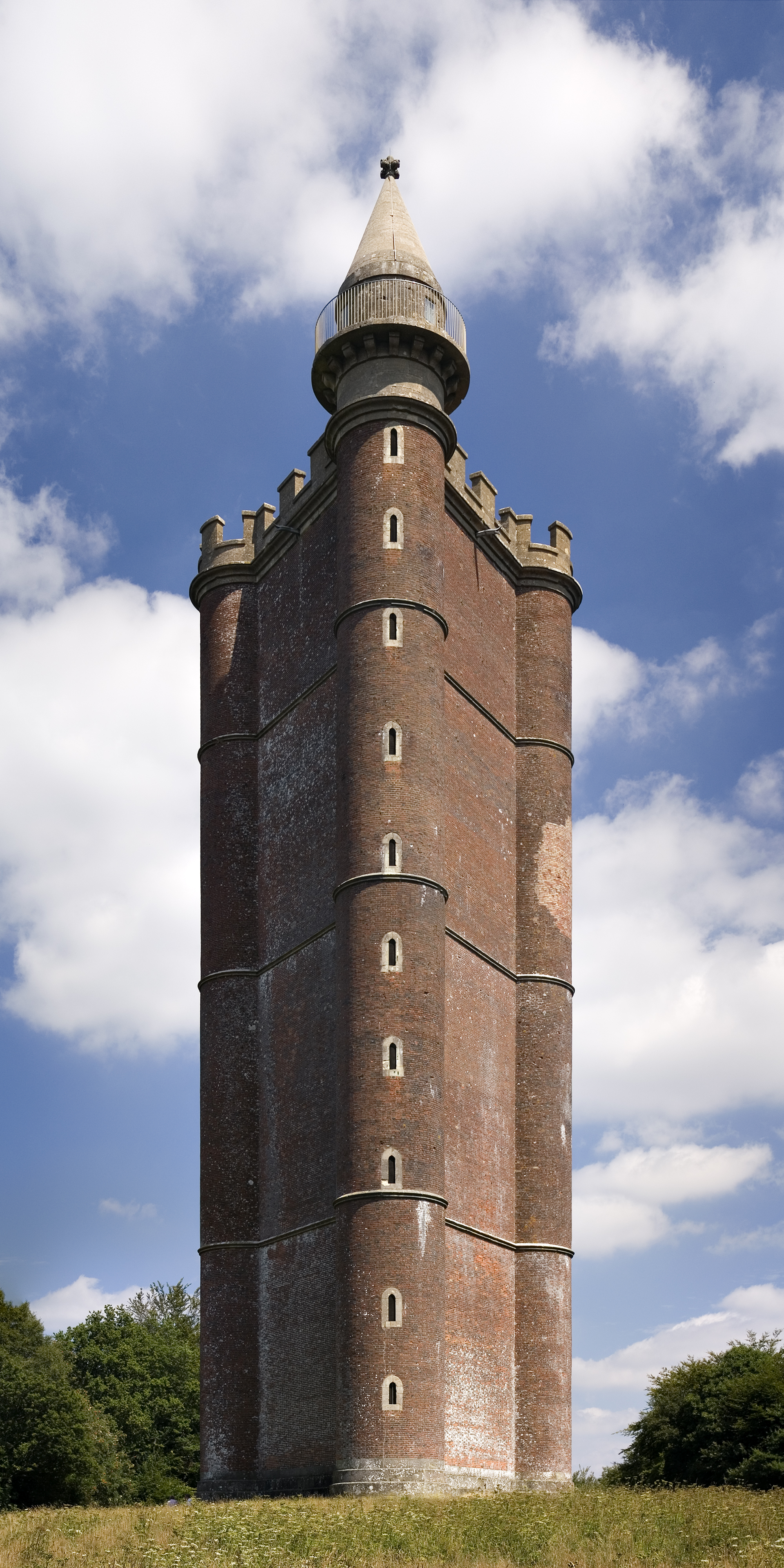

Torre do Rei Alfredo (em inglês: King Alfred's Tower) também conhecida como A Folia do Rei Alfredo, o Grande, ou Torre de Stourton, é uma torre decorativa. Fica na paróquia de Brewham, no condado inglês de Somerset, e foi construída como parte da propriedade e da paisagem de Stourhead. A torre fica em Kingsettle Hill e pertence ao National Trust. É designado como edifício listado como grau I. 
Henry Hoare II planejou a torre na década de 1760 para comemorar o fim da Guerra dos Sete Anos contra a França e a adesão do rei George III perto da localização da 'Pedra de Egberto', onde acredita-se que Alfred, o Grande, rei de Wessex, se uniu aos Saxões em maio de 878, antes da importante Batalha de Edington. A torre foi danificada por um avião em 1944 e restaurada na década de 1980. 
Com 49 metros de altura, torre triangular tem um centro oco e é escalada por uma escada em espiral em uma das projeções de canto. Inclui uma estátua do rei Alfred e inscrição de dedicação. 

## Localização
A torre fica perto do local da 'Pedra de Egberto', onde foi dito que Alfredo, o Grande, rei de Wessex, reuniu os saxões em maio de 878 antes da importante Batalha de Edington (historicamente conhecida como a batalha de Ethandun), onde o exército dinamarquês, liderado por Gutrum, o velho, foi derrotado. É o início da Trilha Leland, de 45,1 km, trilha que vai da Torre do rei Alfredo até o Ham Hill Country Park.

## História
O projeto para construir a torre foi concebido em 1762 pelo banqueiro Henry Hoare II (1705-1785). A torre também pretendia comemorar o fim da Guerra dos Sete Anos contra a França e a adesão do rei George III.
A Torre de Alfredo é um monumento ao gênio da paisagem inglesa, muitos de cujos lugares mais encantadores ele comanda, e a um homem que certamente merece ser lembrado como um dos grandes benfeitores da cena inglesa. - Christopher Hussey, Vida no campo, 11 de junho de 1938.
Em 1765, Henry Flitcroft, um arquiteto paladiano, projetou a torre. A construção começou em 1769 ou no início de 1770 e foi concluída em 1772 a um custo estimado entre 5.000 e 6.000 libras. Pode ter havido algum atraso devido à dificuldade na obtenção dos tijolos. Além da função comemorativa, a torre também foi projetada para servir como um foco atraente para aqueles que visitam o parque do Stourhead Estate. Em abril de 1770, quando a torre tinha apenas 4,7 metros de altura, Hoare é citado como tendo dito: 'Espero que termine em tempos tão felizes para esta ilha quanto Alfredo terminar sua Vida de Glória, então partirei em paz'.
A torre foi danificada em 1944 quando o avião norueguês Noorduyn, ironicamente, colidiu com ela, resultando na morte dos cinco tripulantes, e danos nos 10 metros mais altos. Foi designado como edifício listado como Grade I em 1961. A torre foi restaurada em 1986, que incluía o uso de um helicóptero Wessex para baixar 300 quilos de pedra no topo. A estátua do rei Alfredo também foi restaurada neste momento, incluindo a substituição do antebraço direito ausente.

## Arquitetura

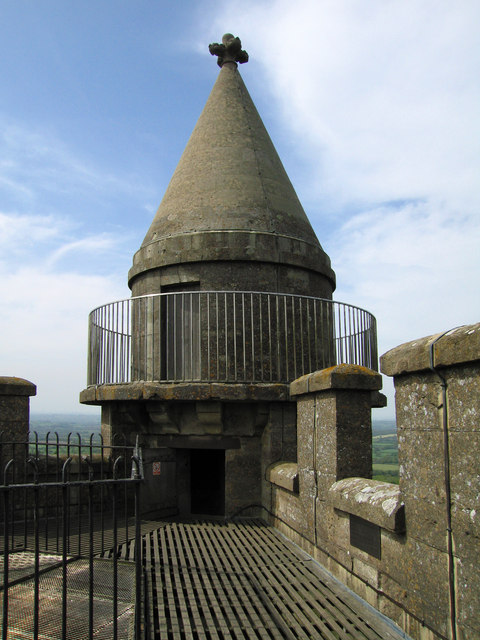
A torre acima da torre da escada, no topo da torre.

A torre triangular tem mais de 40 metros de altura com uma circunferência de 51 metros. Cada um dos três cantos da estrutura triangular tem uma projeção redonda. O centro da torre é oco e, para impedir que os pássaros entrem no espaço, uma malha foi adicionada ao nível do telhado. A plataforma de observação, que tem um parapeito com ameias e oferece uma vista sobre a paisagem circundante, é alcançada por uma escada em espiral de 205 degraus na esquina mais afastada da entrada. A torre de tijolos tem curativos de pedra Chilmark e é encimada por um parapeito em apuros.
A face 'frontal' (sudeste) da torre tem uma porta de entrada em arco gótico, uma estátua do rei Alfred e um painel de pedra com uma inscrição (veja abaixo). Este é o rosto que a maioria dos visitantes vê primeiro ao caminhar do jardim Stourhead ou do estacionamento próximo. 

### Inscrição

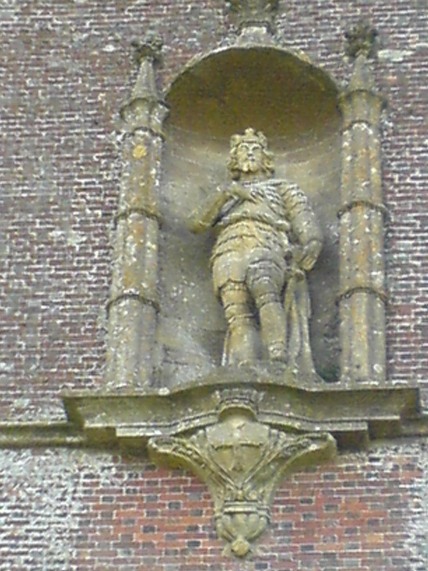
Estátua do rei Alfredo acima da entrada

Em torno da propriedade Stourhead existem várias inscrições. O da torre foi redigido em 1762 e instalado em 1772. A tabuleta de pedra acima da porta na face leste da torre diz: 
 "ALFREDO O GRANDE

 879 d.C. nesta cúpula

 Erigiu seu padrão

 Contra invasores dinamarqueses

 A ele devemos a origem dos júris

 O estabelecimento de uma milícia

 A criação de uma força naval

 ALFREDO A luz de uma era de escuridão

 Era filósofo e cristão

 O pai do seu povo

 O fundador dos ingleses

 MONARQUIA E LIBERDADE "
 A torre é mencionada no poema de Thomas Hardy "Channel Firing" (escrito em abril de 1914) como um local "longínquo interior", e que lembra os tempos antigos.